# Melkers
Melkers Chark Aktiebolag var ett charkuteriföretag i Falun som bland annat tillverkade falukorv. Melkers grundades i slutet av 1800-talet av slaktaren Anders Olsson, som var den som populariserade den nutida falukorven. Företaget försattes i konkurs 2021 medan varumärket Melkers återanvänds till charkprodukter.
Företaget hade år 2012 95 anställda, en omsättning på 150 miljoner kr och en årsvolym på 3 300 ton.

## Historik
Under 1870-talet började Melker Olssons far Anders Olsson att röka kött i sitt slakteri och 1890 startade falukorvtillverkning.
Den 4 juli 1992 satte Melkers världsrekord i den längsta Falukorven. Den mätte 82,6 meter och vägde 235 kg (Guinness rekordbok, 1994).
Melkers chark har uppmärksammats för att de fick ordet "fäbod" varumärkesskyddat 1981.
År 2013 var Melkers enligt egen utsago Sveriges enda kvarvarande tillverkare av falukorv i Falun.
Företaget försattes i konkurs den 11 januari 2021. Bröderna Pär och Göran Olsson i företaget behöll två av fyra varumärken, medan lager, maskinpark och inventarier gick till auktion. Planen var att hitta en samarbetspartner i Dalarna. När det inte gick inleddes ett partnersamarbete med familjeföretaget Sorunda korvfabrik i Stockholm för att ta fram nygamla produkter med Melkers varumärke. Först ut blev en julkorv som lanserades i oktober 2021. Produkterna säljs i begränsad omfattning i Dalarna och Stockholmsområdet.